# Veľká Čalomija
Veľká Čalomija, ungarisch Nagycsalomja (bis 1927 slowakisch auch „Veľká Čalumina“, ungarisch bis 1907 Nagycsalomia) ist eine Gemeinde im Süden der Slowakei mit 579 Einwohnern (Stand 31. Dezember 2024). Sie gehört zum Okres Veľký Krtíš, einem Kreis des Banskobystrický kraj.

## Geographie

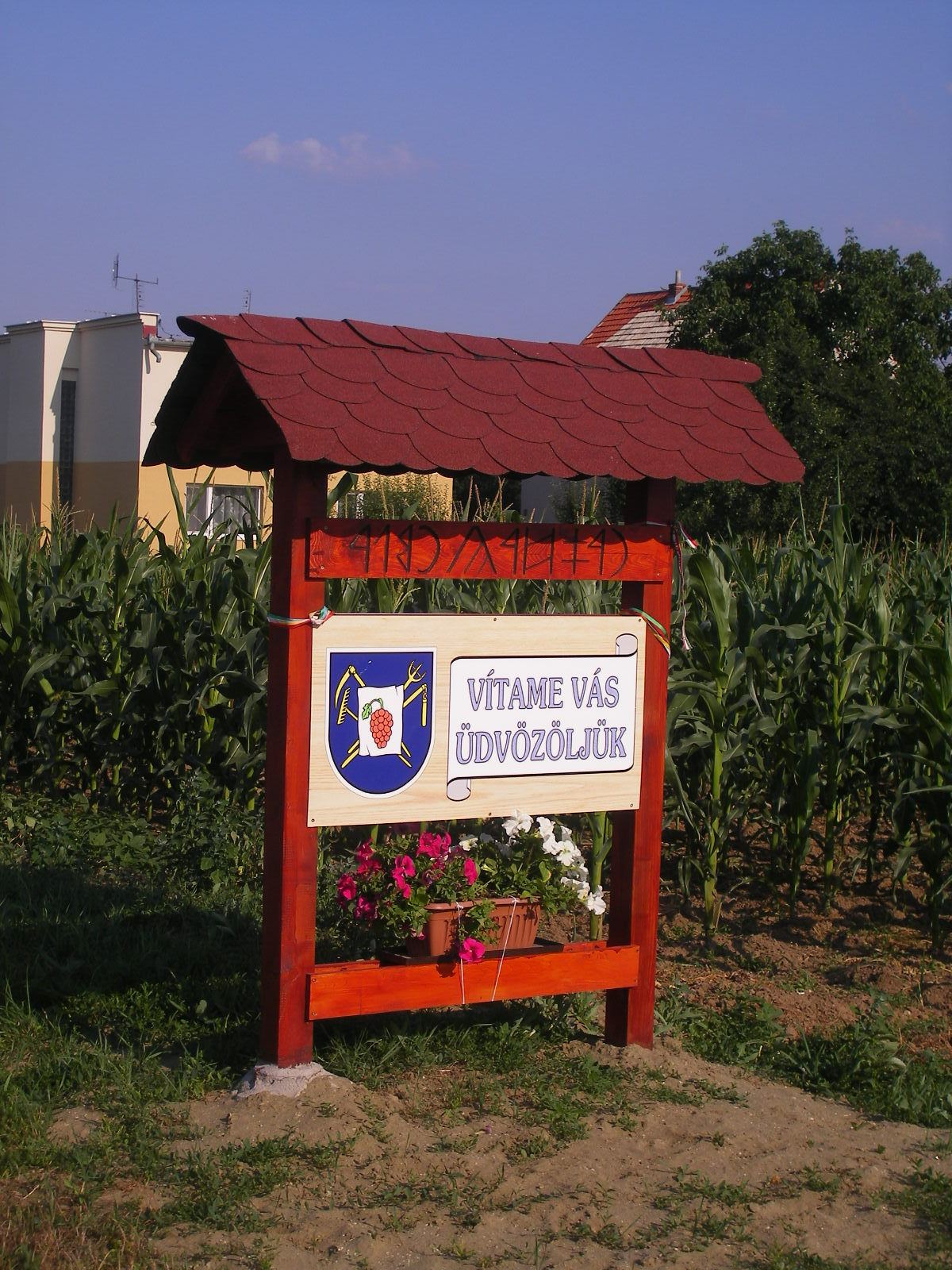
Zweisprachiges Willkommensschild mit eingeschnitzter Ortsbezeichnung in altungarischer Schrift

Die Gemeinde befindet sich im Talkessel Ipeľská kotlina, einem Teil der größeren Einheit Juhoslovenská kotlina, am rechten Ufer des Ipeľ, der hier die Staatsgrenze zu Ungarn bildet. Das Ortszentrum liegt auf einer Höhe von 142 m n.m. und ist jeweils 25 Kilometer von Šahy und Veľký Krtíš entfernt.
Nachbargemeinden sind Trebušovce im Norden, Malá Čalomija im Osten, Dejtár (H) im Süden und Kosihy nad Ipľom im Westen.

## Geschichte

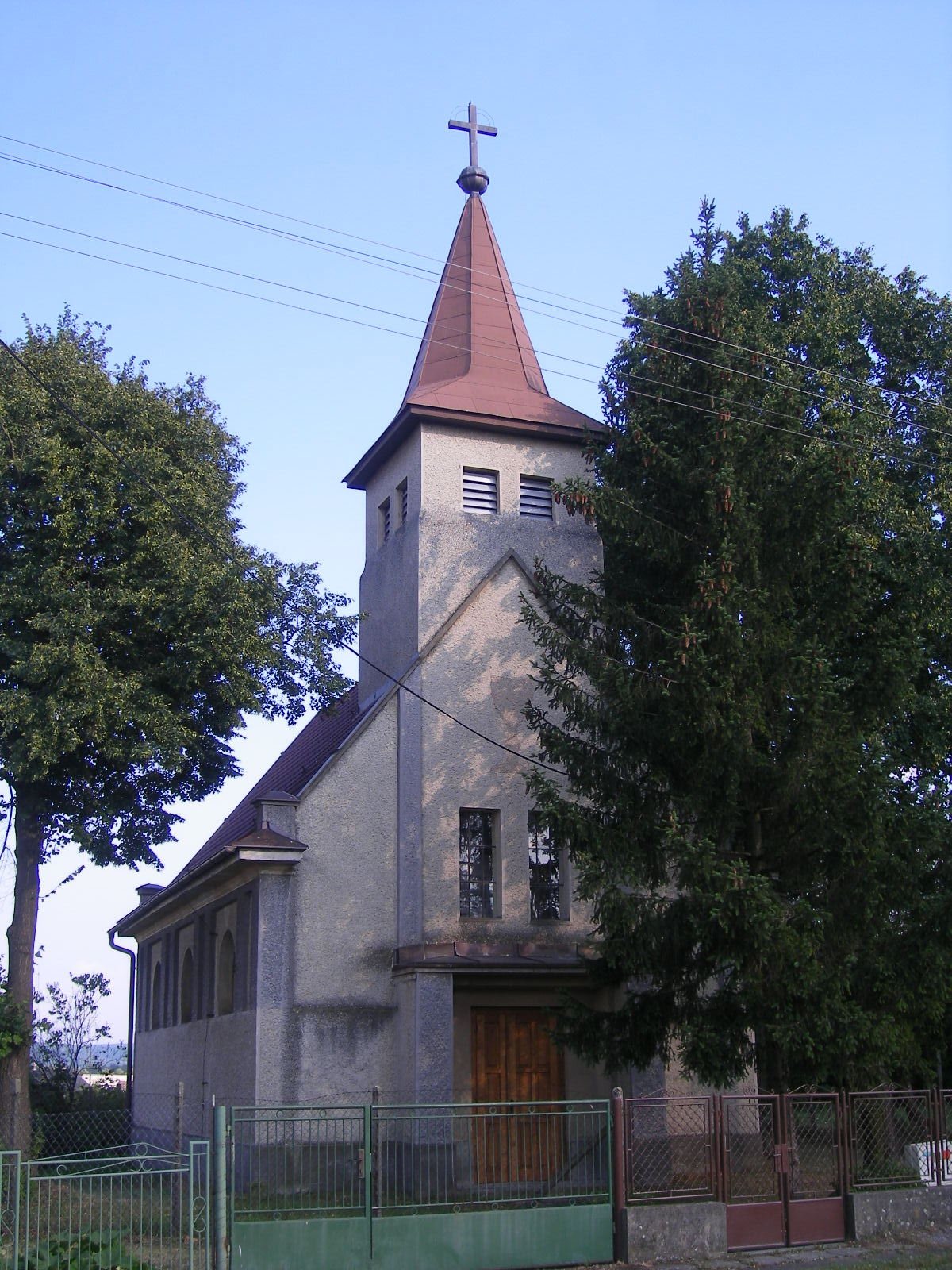
Evangelische Kirche in Veľká Čalomija

Das Gemeindegebiet wurde nachweislich in der Jungsteinzeit besiedelt, es gab hier eine Siedlung der Lengyel-Kultur, später eine bronzezeitliche Siedlung der Hatvan-Kultur, weiter Funde aus der Hallstatt- und Römerzeit sowie eine Siedlung aus der Zeit des Mährerreichs.
Veľká Čalomija wurde zum ersten Mal 1244 als Chalamia schriftlich erwähnt. Im 15. Jahrhundert war das Dorf königliches Gut, im 18. Jahrhundert Besitz der Familien Majthényi und Rády. 1715 gab es 12 Haushalte, 1828 zählte man 127 Häuser und 762 Einwohner, die als Landwirte und im 19. Jahrhundert auch als Winzer beschäftigt waren.
Bis 1918/1919 gehörte der im Komitat Hont liegende Ort zum Königreich Ungarn und kam danach zur Tschechoslowakei beziehungsweise heute Slowakei. Auf Grund des Ersten Wiener Schiedsspruchs lag er von 1938 bis 1944 noch einmal in Ungarn.

## Bevölkerung
| Jahr                | 1994 | 2004    | 2014    | 2024    |
| ------------------- | ---- | ------- | ------- | ------- |
| Anzahl der Personen | 672  | 617     | 604     | 579     |
| Unterschied         |      | −8,18 % | −2,10 % | −4,13 % |

| Jahr                | 2023 | 2024    |
| ------------------- | ---- | ------- |
| Anzahl der Personen | 582  | 579     |
| Unterschied         |      | −0,51 % |

Gemäß der Volkszählung 2011 wohnten in Veľká Čalomija 603 Einwohner, davon 373 Magyaren, 213 Slowaken und drei Tschechen. Ein Einwohner gab eine andere Ethnie an und 13 Einwohner machten keine Angabe zur Ethnie.
504 Einwohner bekannten sich zur römisch-katholischen Kirche, 48 Einwohner zur Evangelischen Kirche A. B. sowie ein Einwohner zur reformierten Kirche, drei Einwohner zur reformierten Kirche sowie jeweils ein Einwohner zu den Siebenten-Tags-Adventisten, zu den Zeugen Jehovas und zur evangelisch-methodistischen Kirche. 16 Einwohner waren konfessionslos und bei 29 Einwohnern wurde die Konfession nicht ermittelt.

## Bauwerke

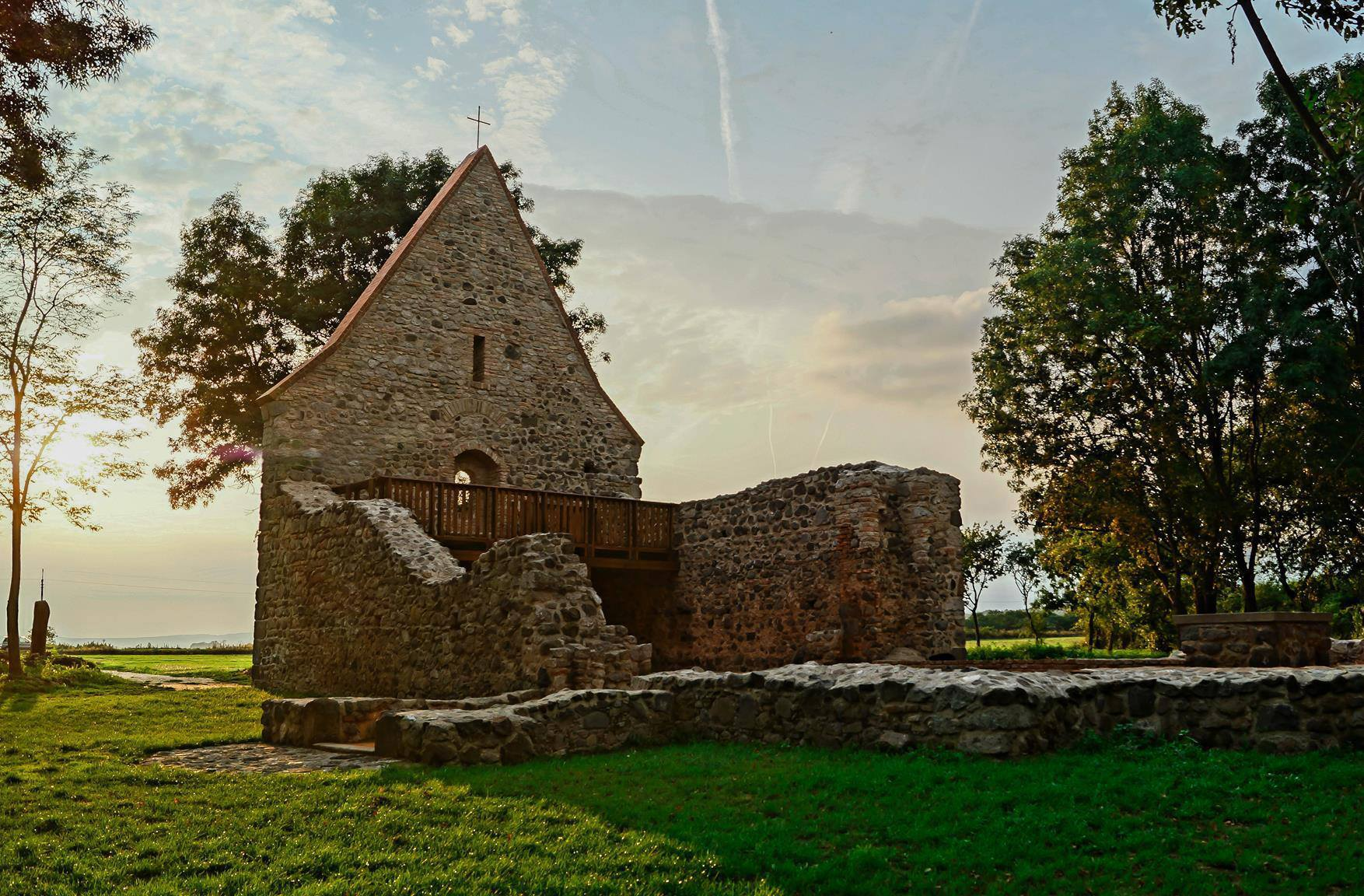
Wüste Kirche

- Ruine der Allerheiligenkirche, örtlich bekannt als wüste Kirche, die als romanische Kirche in der ersten Hälfte des 13. Jahrhunderts erbaut und wahrscheinlich beim Mongolensturm 1241–42 in Mitleidenschaft gezogen wurde. Ende des 14. Jahrhunderts wurde der Sakralbau im gotischen Stil erneuert, wobei das Schiff verbreitert und verlängert wurde. In der turbulenten Zeit der Türkenkriege und Standesaufstände im 16. und 17. Jahrhundert verfiel die Kirche erneut und wurde erst 1730 wieder instand gesetzt. Auf Grund vernachlässigter Unterhaltung stürzte ein Teil des Dachs im März 1868 ein und die Kirche verfiel seither. Zwischen 2012 und 2014 wurden die noch vorhandenen Bauteile saniert.[6]
- Kapelle Jungfrau Maria aus dem Jahr 1845
- römisch-katholische Kirche Jungfrau Maria im Jugendstil aus dem Jahr 1911
- evangelische Kirche aus dem Jahr 1934

## Verkehr
Durch Veľká Čalomija verläuft die Straße 2. Ordnung 527 zwischen Šahy und Veľký Krtíš.